# SB 3c sorozat
Az SB 3c egy szertartályosgőzmozdony-sorozat volt a Déli Vasútnál (németül: Südbahngeselschaft, SB), mely egy osztrák-magyar magánvasút-társaság volt.
A kétcsatlós mozdonyokat 1888-ban rendelte az SB a StEG mozdonygyárától. A Tauferer Bahn-on állították üzembe őket, ahonnan 1918 után Olaszországba kerültek. Ott az FS az FS 802 sorozatba osztotta be őket. 1923-ban és 1925-ben lettek selejtezve.

## Fordítás
- Ez a szócikk részben vagy egészben  a   SB 3c című német Wikipédia-szócikk fordításán alapul.  Az eredeti cikk szerkesztőit annak laptörténete sorolja fel. Ez a jelzés csupán a megfogalmazás eredetét és a szerzői jogokat jelzi, nem szolgál a cikkben szereplő információk forrásmegjelöléseként.